# سيراليون
سِيرالِيُون (بالإنجليزية: Sierra Leone)‏ هي دولة تقع على الساحل الجنوبي الغربي لغرب إفريقيا. تحدها ليبيريا من الجنوب الشرقي وغينيا من الشمال الشرقي. تتمتع سيراليون بمناخ استوائي مع بيئة متنوعة تتراوح بين السافانا والغابات المطيرة، وتبلغ مساحتها الإجمالية 71,740 كيلومتر مربع (27,700 ميل2) ويبلغ عدد سكانها 7,092,113 اعتبارًا من عام 2015. وعاصمتها وأكبر مدنها هي فريتاون. وتنقسم الدولة إلى خمس مناطق إدارية مقسمة إلى ستة عشر منطقة. وهي جمهورية دستورية لها برلمان من مجلس واحد، ورئيس ينتخب بشكل مباشر.
حصلت سيراليون على استقلالها عن المملكة المتحدة في 27 أبريل 1961، بقيادة ميلتون مارجاي الذي أصبح أول رئيس وزراء للبلاد. عقدت سيراليون أول انتخابات عامة كدولة مستقلة في 27 مايو 1962. ثم حكم سياكا ستيفنز البلاد في الفترة بين 1968-1985، وخلال الفترة التي قضاها في السلطة، قمع خصومه السياسيين ومنتقدي حكومته، وأغلقت وسائل الإعلام التي تنتقد حكومته. وتم إعدام العديد من كبار الضباط العسكريين الذين اعتبرهم تهديدًا لرئاسته بعد إدانتهم بعدة مؤامرات انقلابية مزعومة. وفي 19 أبريل 1971، ألغت حكومة ستيفنز النظام البرلماني في سيراليون وأعلنت سيراليون جمهورية رئاسية. ومن عام 1978 إلى عام 1985، كان حزب مؤتمر ستيفنز لعموم الشعب هو الحزب السياسي القانوني الوحيد في سيراليون.
عادت البلاد إلى الديمقراطية عندما سلّم المجلس العسكري بقيادة بيو الرئاسة لأحمد تيجان كبه من حزب الشعب السيراليوني بعد فوزه في انتخابات عام 1996. ثم أطاح الجيش السيراليوني بالرئيس كبه في انقلاب 25 مايو 1997، وأصبح اللواء جوني بول كوروما الحاكم العسكري للبلاد. ثم تحالفت القوات المسلحة لغرب إفريقيا بقيادة نيجيريا وأعاد الرئيس كبه إلى منصبه بالقوة العسكرية في فبراير 1998، وأعدم قادة الانقلاب الذين أطاحوا به. وفي يناير 2002، أعلن الرئيس كبه رسميًا انتهاء الحرب الأهلية.
وتسكن ستة عشر مجموعة عرقية سيراليون، أكبر مجموعتين وأكثرها تأثيرًا هما شعوب تيمني وميندي. وحوالي 2% من سكان البلاد هي الكريول. واللغة الإنجليزية هي اللغة الرسمية المستخدمة في المدارس والإدارة الحكومية؛ بينما الكريولية هي اللغة الأكثر انتشارًا في جميع أنحاء سيراليون، ويتحدث بها 97% من سكان البلاد. وسيراليون دولة ذات غالبية مسلمة تبلغ 78٪، مع أقلية مسيحية تبلغ 22٪. وتعتبر الدولة واحدة من أكثر الدول تسامحًا دينياً في العالم. والأعياد الإسلامية والمسيحية الرئيسية هي أيام العطل الرسمية، بما في ذلك عيد الفطر، عيد الأضحى، عيد الميلاد، وعيد القيامة.
تعد سيراليون منتج رئيسي للالماس، التيتانيوم، البوكسيت والذهب، ولديها واحدة من أكبر شركات الروتيل في العالم. وعلى الرغم من ثروتها المعدنية، يعيش حوالي 70% من سكان البلاد في فقر. وسيراليون عضو في العديد من المنظمات الدولية، بما في ذلك الأمم المتحدة، والاتحاد الأفريقي، والمجموعة الاقتصادية لدول غرب أفريقيا، واتحاد نهر مانو، ودول الكومنولث، والبنك الأفريقي للتنمية، ومنظمة التعاون الإسلامي.

## أصل التسمية
يتكون اسم البلاد «سيراليون» من مقطعين هما «سيرا» ومعناها الحرفي قمة الجبل و«ليون» ومعناها الحرفي الأسد، (وبالتالي يعني الاسم حرفياً «قمة الأسد» باللغة البندقية)، وذلك للتشبيه بين صوت الرعد على قمم جبالها وزئير الأسود، وأول من أطلق عليها هذا الاسم كان الرحالة البرتغالي بيدرو دي سينترا الذي أطلق عليها أصلاً في عام 1462 اسم «سيرا ليوا» (بالبرتغالية: Serra Leoa‏) وهي كلمة برتغالية تعني حرفياً «جبال اللبؤة»، اشتق الاسم الحالي للبلاد في اللغة الإنجليزية من الترجمة الاقتراضية الفينيسية للاسم البرتغالي «Serra Leoa»، والتي قدمها الرحالة البندقي ألفيزي كاداموستو ثم نسخها صانعو الخرائط الأوروبيون الآخرون، أما أهل البلاد فيطلقون عليها «رومادونج» أي الجبل.

## التاريخ

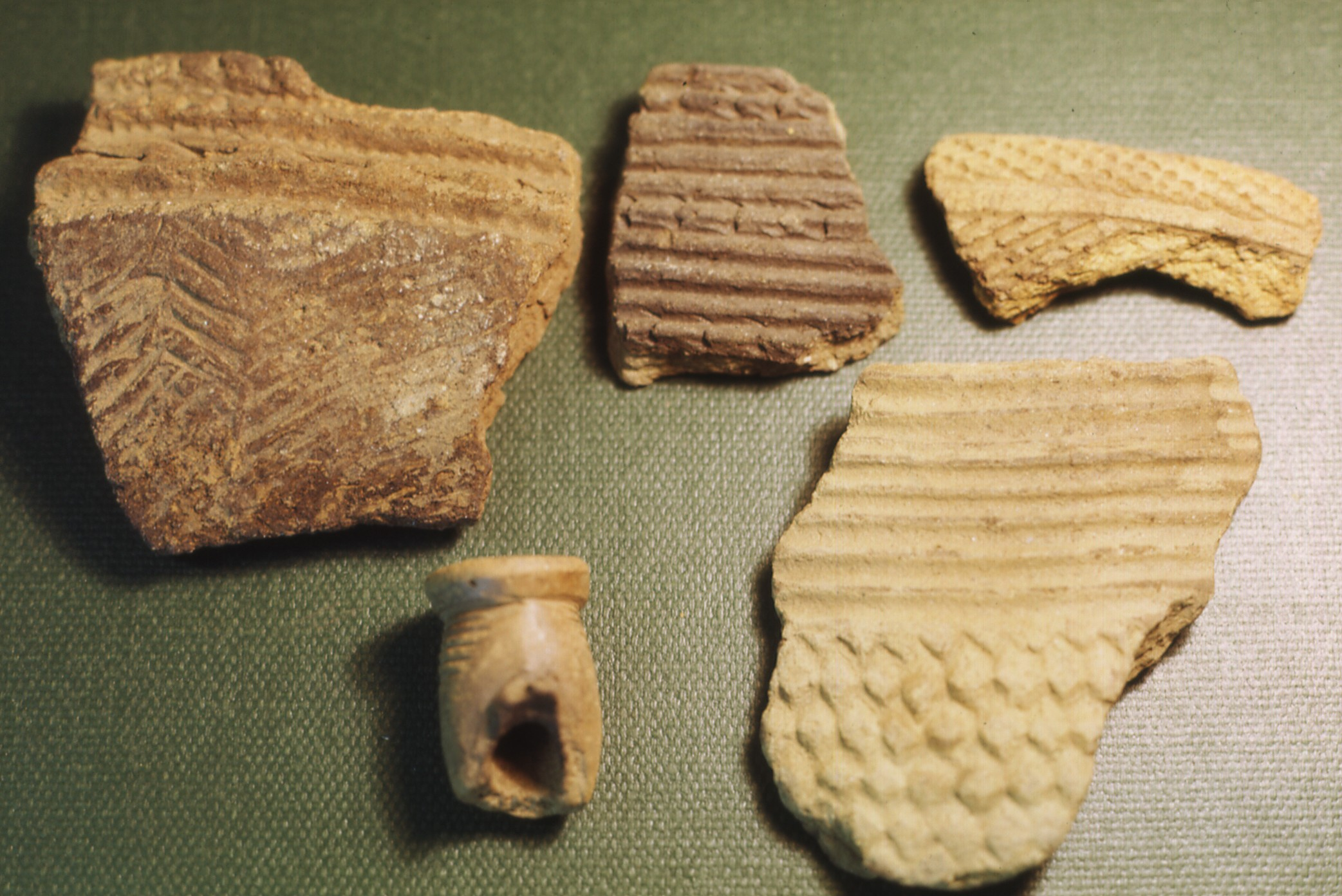
بقايا فخار من عصور من قبل التاريخ.

تظهر الاكتشافات الأثرية أن سيراليون كانت مأهولة بالسكان تقريبًا وبشكل مستمر لما لا يقل عن 2500 عام، من قبل المجتمعات التي هاجرت من أجزاء أخرى من أفريقيا. وبحلول القرن التاسع استخدام الحديد، وبحلول عام 1000، كانت المحاصيل تزرع على طول الساحل. وبمرور الوقت، تغير المناخ بشكل كبير، مما أدى إلى تغيير الحدود بين المناطق البيئية المختلفة، مما أثر على الهجرة والغزو.
واعتبرت الغابات المطيرة الاستوائية الكثيفة وبيئة المستنقعات في سيراليون غير قابلة للاحتراق؛ كما أنها كانت تستضيف ذبابة التسي تسي، التي حملت مرضًا قاتلًا للخيول التي كان يستخدمها شعب ماندي. هذه البيئة حمت شعبها من غزو ماندي والإمبراطوريات أفريقية الأخرى، ووصل الإسلام سيراليون من الشمال من قبل المرابطين والتجار والمهاجرين من الشمال والشرق، وأصبح متبعًا على نطاق واسع في القرن الثامن عشر.

### التجارة الأوروبية
كانت الاتصالات الأوروبية مع سيراليون في القرن الخامس عشر من بين أولى الاتصالات في غرب أفريقيا. غفي عام 1462، رسم المستكشف البرتغالي بيدرو دي سينترا خرائط للتلال المحيطة بما يُعرف الآن بميناء فريتاون، وأطلق على التكوين الشكل Serra da Leoa أو "Serra Leoa". بعد فترة وجيزة من رحلة سينترا الاستكشافية، وصل التجار البرتغاليون إلى الميناء. وبحلول عام 1495 قاموا ببناء مركز تجاري محصن على الساحل. وكانت الدول تستخدم ساحل سيراليون كنقطة لتجارة العبيد. وفي عام 1562، بدأ الإنجليز بتجارة المثلث عندما قام الأدميرال السير جون هوكنز من البحرية الملكية بنقل 300 مستعبد أفريقي إلى مستعمرة سانتو دومينغو الإسبانية في هيسبانيولا في البحر الكاريبي.

### الاستعمار

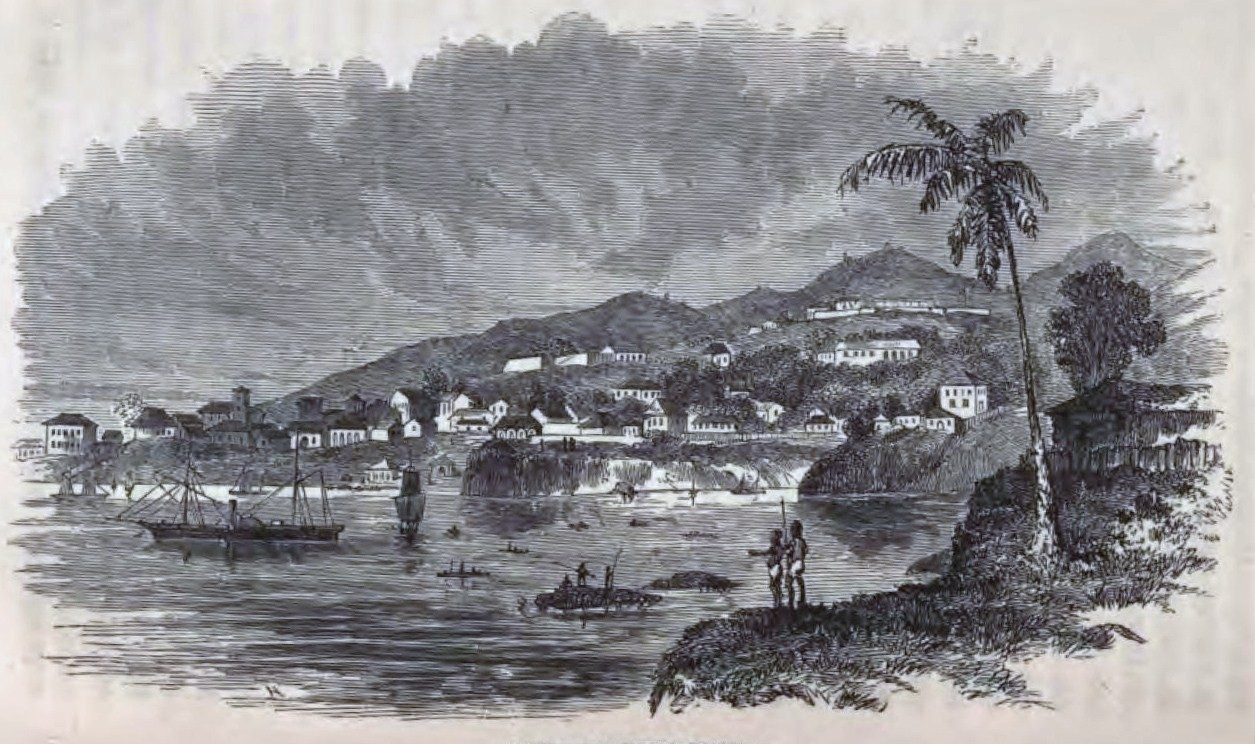
مستعمرة فريتاون

في أواخر القرن الثامن عشر، طالب العديد من الأمريكيين الأفارقة بحماية التاج البريطاني. وفي عام 1787 أسس التاج البريطاني مستوطنة في سيراليون تسمي "كلاين تاون. كانت تهدف إلى إعادة توطين بعض "الفقراء السود في لندن"، وبعضهم من الأمريكيين الأفارقة الذين أطلق البريطانيون سراحهم خلال الحرب. ووصل حوالي 400 من السود و 60 من البيض إلى سيراليون في 15 مايو 1787. وضمت المجموعة أيضًا بعض الهنود الغربيين من أصل أفريقي من لندن. وبعد أن أسسوا مدينة جرانفيل، (بالإنجليزية: Granphil)، ومات معظم المستعمرين الأوائل بسبب المرض والحرب مع الشعوب الأفريقية الأصلية. ثم أنشأ المستعمرون الـ64 المتبقون مدينة جرانفيل ثانية.
ثم بنى المستوطنون مدينة فريتاون بالأساليب التي عرفوها من حياتهم في الجنوب الأمريكي. وتمتع المستوطنون السود في سيراليون بقدر أكبر من الاستقلال حيث كانوا أكثر انخراطًا في السياسة. ومع ذلك، كانت العملية الأولية لبناء فريتاون صعبة. حيث لم يوفر التاج ما يكفي من الإمدادات والمؤن الأساسية، وكان المستوطنون يتعرضون باستمرار للتهديد من قبل تجارة الرقيق غير القانونية وخطر إعادة الاستعباد. وفي تسعينيات القرن الثامن عشر، صوت المستوطنون لأول مرة في الانتخابات.

### الحقبة الاستعمارية

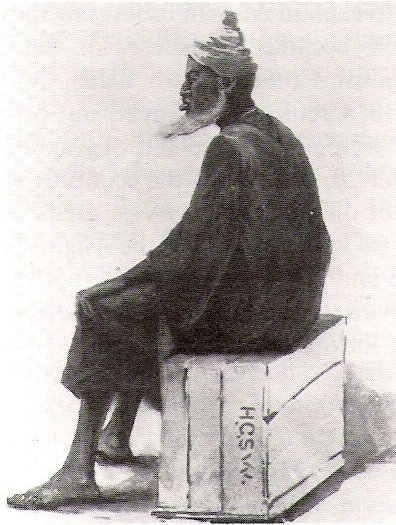
باي بوريه، زعيم التيمني في مقاومة الحكم البريطاني

كانت مستوطنة سيراليون في القرن التاسع عشر فريدة من نوعها من حيث أن السكان كانوا يتألفون من الأفارقة الذين تم إحضارهم إلى المستعمرة بعد إلغاء بريطانيا لتجارة الرقيق في عام 1807. وفي أوائل القرن التاسع عشر، عملت فريتاون كمقر إقامة الحاكم الاستعماري البريطاني للمنطقة، الذي كان يدير أيضًا ساحل الذهب (غانا حاليًا) ومستعمرة غامبيا. وتطورت سيراليون كمركز تعليمي لغرب إفريقيا البريطانية. حيث أنشأ البريطانيون كلية فوره باي في عام 1827، والتي سرعان ما أصبحت نقطة جذب للأفارقة الناطقين بالإنجليزية على الساحل الغربي. ولأكثر من قرن، كانت الجامعة الوحيدة ذات الطراز الأوروبي في غرب إفريقيا.
وبعد مؤتمر برلين 1884، قررت المملكة المتحدة أنها بحاجة إلى فرض المزيد من السيادة على المناطق الداخلية، وفي عام 1896 ضمت هذه المناطق، وأعلنتها محمية سيراليون. وأثناء الضم البريطاني لسيراليون، كان هناك العديد من الزعماء في الجزء الشمالي والجنوبي من البلاد. وأدت هزيمتي شعبي التيمني والميندي في حرب (Hut Tax) إلى إنهاء المقاومة ضد والحكومة الاستعمارية، لكن أعمال الشغب والاضطرابات العمالية استمرت طوال الفترة الاستعمارية. وكانت أكبرها هي أعمال الشغب في عامي 1955 و 1956.
وفي عام 1924، قسمت حكومة المملكة المتحدة سيراليون إلى مستعمرة ومحمية، مع أنظمة سياسية مختلفة محددة دستوريًا لكل منهما. وكانت المستعمرة هي فريتاون ومنطقتها الساحلية. تم تعريف المحمية على أنها المناطق النائية التي يسيطر عليها الزعماء المحليون. وتصاعد العداء بين الكيانين في عام 1947، عندما تم تقديم مقترحات لتوفير نظام سياسي واحد لكل من المستعمرة والمحمية. وفي عام 1951، اجتمع قادة المحمية، بما في ذلك ميلتون مارغاي، لامينا سانكوه، سياكا ستيفنز، محمد سانوسي مصطفى، ليشكلوا الحزب الشعبي لسيراليون. وتفاوضت قيادة الحزب الشعبي، بقيادة ميلتون مارجاي، مع البريطانيين والمستعمرة لتحقيق الاستقلال.
وبعد المفوضات أشرف ماجاري في نوفمبر 1951 على صياغة دستور جديد، والذي وحد الهيئات التشريعية الخاصة بالمستعمرة والمحمية. وفي عام 1953، مُنحت سيراليون الحكم الذاتي وانتُخب مارغاي رئيسًا للوزراء. وكفل الدستور الجديد لسيراليون وجود نظام برلماني داخل الكومنولث. وفي مايو 1957، أجريت أول انتخابات برلمانية في سيراليون. وفاز بها الحزب الشعبي لسيراليون، الذي كان آنذاك الحزب السياسي الأكثر شعبية في مستعمرة سيراليون، وأعيد انتخاب مارغاي رئيسا للوزراء بأغلبية ساحقة.

### مؤتمر الاستقلال 1960
في 20 أبريل 1960، قاد ميلتون مارجاي وفداً سيراليونيًا مؤلفًا من 24 عضوًا في المفوضات التي عقدت مع الملكة إليزابيث الثانية ووزير المستعمرات البريطانية إيان ماكلود في لندن. وفي ختام المحادثات في 4 مايو 1960، وافقت المملكة المتحدة على منح سيراليون الاستقلال في 27 أبريل 1961.

### الاستقلال (1961)
في 27 أبريل 1961، أصبح ميلتون مارجاي أول رئيس وزراء للبلاد. واحتفظ دومينيون سيراليون بالنظام البرلماني وكان عضوا في الكومنولث. وفي مايو 1962، أجرت سيراليون أول انتخابات عامة لها كدولة مستقلة. وفاز بها حزب شعب سيراليون، وأعيد انتخابه ميلتون مارجاي رئيسا للوزراء.
بعد وفاة ميلتون مارجاي في عام 1964، تم تعيين أخيه غير الشقيق، ألبرت مارغاي، رئيسًا للوزراء من قبل البرلمان. في عام 1967، اندلعت أعمال شغب في فريتاون ضد سياسات مارغاي. ردا على ذلك أعلن حالة الطوارئ في جميع أنحاء البلاد. واتُهم ألبرت بالفساد وباتباع سياسة التمييز الإيجابي لصالح مجموعته العرقية الميندي. وعلى الرغم من حصوله على الدعم الكامل من قوات الأمن في البلاد، فقد دعا إلى انتخابات حرة ونزيهة.

### الانقلابات العسكرية (1967-1968)
فاز حزب المؤتمر الشعبي العام، مع زعيمه سياكا ستيفنز، بفارق ضئيل من المقاعد في البرلمان على الحزب الشعبي لسيراليون في الانتخابات العامة التي جرت في عام 1967. فأدى ستيفنز اليمين الدستورية كرئيس للوزراء في 21 مارس 1967. وفي غضون ساعات بعد توليه منصبه، أطيح بستيفنز في انقلاب عسكري بقيادة ديفيد لانسانا، قائد القوات المسلحة السيراليونية. الذي كان كان حليفًا وثيقًا لألبرت مارغاي. ووضع لانسانا ستيفنز قيد الإقامة الجبرية في فريتاون وعند إطلاق سراحه، ذهب ستيفنز إلى المنفى في غينيا.
وفي 23 مارس 1967، قامت مجموعة من الضباط العسكريين في جيش سيراليون بقيادة أندرو جوكسون سميث، بالاستيلاء على الحكومة، واعتقلوا لانسانا وعلقوا الدستور. وأنشأت المجموعة مجلس الإصلاح الوطني، مع أندرو جوكسون سميث كرئيس له ورئيس للبلاد. وفي 18 أبريل 1968، أطاحت مجموعة من الجنود ذوي الرتب المنخفضة في جيش سيراليون أطلقوا على أنفسهم اسم الحركة الثورية لمكافحة الفساد، بقيادة العميد جون أمادو بانجورا، بمجلس الإصلاح الوطني. أعادوا الدستور وأعادوا السلطة إلى ستيفنز، الذي تولّى منصب رئيس الوزراء.

### دولة الحزب الواحد (1968-1991)
تولى ستيفنز السلطة مرة أخرى في عام 1968، بعد العودة إلى الحكم المدني، أجريت انتخابات فرعية وتم تعيين مجلس وزراء يضم كل أعضاء حزب المؤتمر الشعبي العام. وفي نوفمبر 1968، أدت الاضطرابات في المقاطعات ستيفنز إلى إعلان حالة الطوارئ في جميع أنحاء البلاد. وفي أبريل 1971، تم اعتماد دستور جمهوري جديد أصبح ستيفنز بموجبه رئيسًا. وفي الانتخابات الفرعية التي أجريت عام 1972، اشتكى الحزب الشعبي لسيراليون المعارض من التخويف وعرقلة الإجراءات من قبل المؤتمر الشعبي العام والميليشيات. وتفاقمت هذه المشاكل لدرجة أن الحزب الشعبي لسيراليون قاطع الانتخابات العامة لعام 1973؛ ونتيجة لذلك، فاز حزب المؤتمر الشعبي العام بـ 84 مقعدًا من أصل 85 مقعدًا.
فشلت مؤامرة مزعومة للإطاحة بالرئيس ستيفنز عام 1974 وأُعدم قادتها. وفي منتصف عام 1974، تمركز الجنود الغينيون، بناءً على طلب ستيفنز، في البلاد للمساعدة في الحفاظ على قبضته على السلطة، حيث كان ستيفنز حليفًا وثيقًا للرئيس الغيني آنذاك أحمد سيكو توري. وفي مارس 1976، تم انتخاب ستيفنز لولاية ثانية مدتها خمس سنوات. وفي 19 يوليو 1975 تم إعدام 14 من كبار المسؤولين في الجيش والحكومة، بما في ذلك ديفيد لانسانا، ووزير الحكومة السابق محمد سوري فورنا، والعميد إبراهيم باش تقي، والملازم حبيب لانسانا كامارا بعد إدانتهم بمحاولة انقلاب.
وتم نشر قسم الأمن الخاص بستيفنز في جميع أنحاء سيراليون لإخماد أي تمرد أو احتجاج ضد حكومة ستيفنز. وتمت الدعوة إلى انتخابات عامة في وقت لاحق من ذلك العام وفاز حزب المؤتمر الشعبي العام بـ 74 مقعدًا. وفي عام 1978، وافق البرلمان الذي يهيمن عليه حزب المؤتمر الشعبي العام على دستور جديد يجعل البلاد دولة ذات حزب واحد. جعل دستور عام 1978 حزب المؤتمر الشعبي العام هو الحزب السياسي القانوني الوحيد في سيراليون. وأدت هذه الخطوة إلى مظاهرة كبيرة أخرى ضد الحكومة في أجزاء كثيرة من البلاد، ولكن تم قمعها أيضًا من قبل الجيش وقوة ستيفنز الخاصة.
وتقاعد سياكا ستيفنز في نوفمبر 1985 بعد أن ظل في السلطة لمدة ثمانية عشر عامًا. وعيّن حزب المؤتمر الشعبي العام مرشحًا رئاسيًا جديدًا لخلافة ستيفنز في مؤتمر المندوبين الأخير الذي عقد في فريتاون في نوفمبر 1985. وكان المرشح هو اللواء جوزيف سيدو موموه. قائد القوات المسلحة السيراليونية، وبصفته المرشح الوحيد، تم انتخاب موموه رئيسًا بدون معارضة وأدى اليمين باعتباره ثاني رئيس لسيراليون في 28 نوفمبر 1985 في فريتاون. أُجريت انتخابات برلمانية من حزب واحد بين أعضاء حزب المؤتمر الشعبي العام في مايو 1986. وعين الرئيس موموه زميله العسكري السابق محمد تراوالي ليخلفه في منصب قائد جيش سيراليون.
واتسمت السنوات الأولى لإدارة موموه بالفساد. بعد محاولة مزعومة للإطاحة بالرئيس موموه في مارس 1987، تم القبض على أكثر من 60 من كبار المسؤولين الحكوميين، بما في ذلك نائب الرئيس فرانسيس مينا، الذي تمت إقالته من منصبه، وأدين بالتخطيط للانقلاب، وأعدم شنقًا في عام 1989 إلى جانب خمسة آخرين.

### الحرب الأهلية في سيراليون (1991-2002)

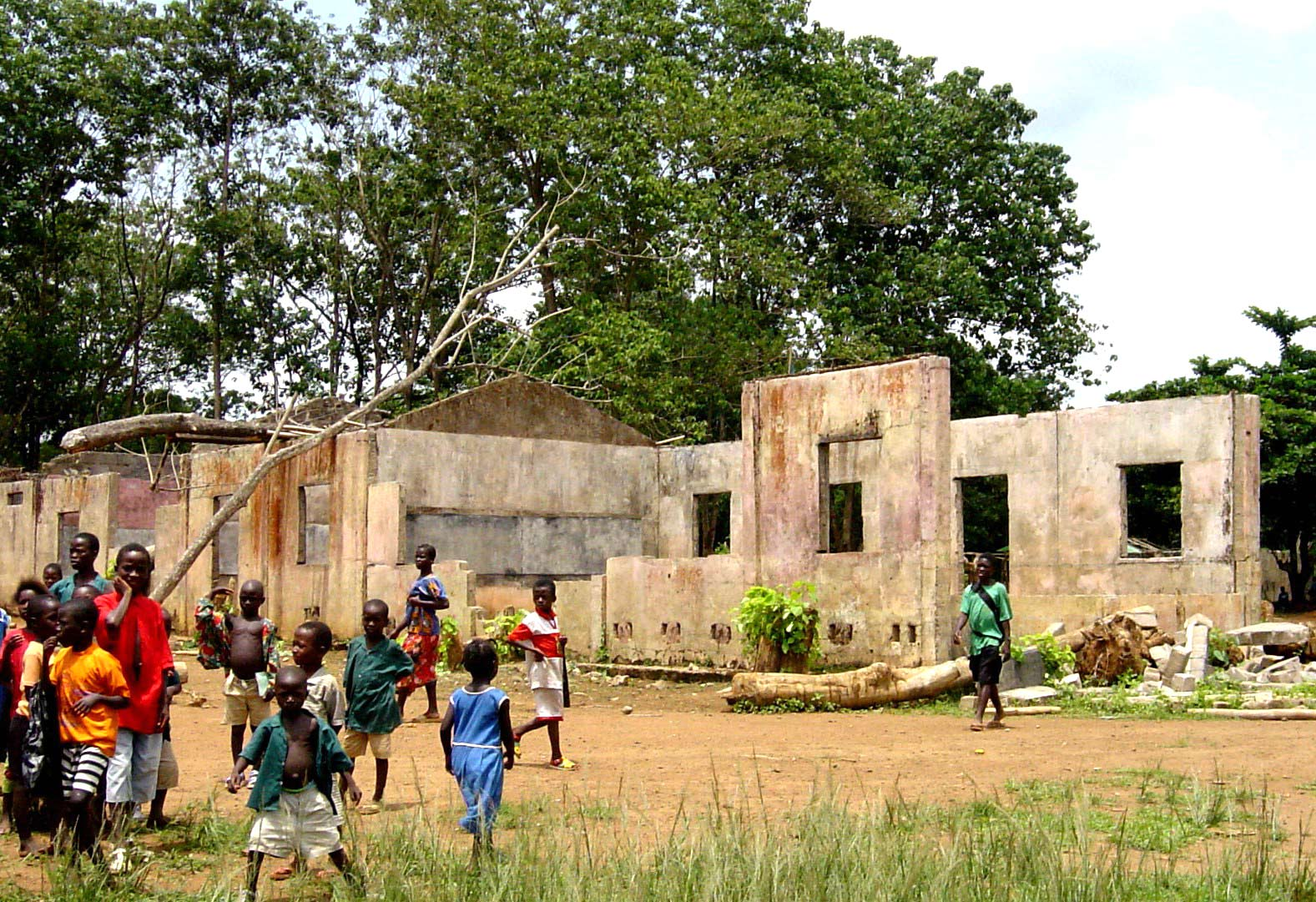
مدرسة في كويندو دمرت خلال الحرب الأهلية

في أكتوبر 1990، بسبب الضغوط المتزايدة من داخل وخارج البلاد للإصلاح السياسي والاقتصادي، أنشأ الرئيس موموه لجنة مراجعة الدستور لتقييم دستور عام 1978 للحزب الواحد. وبناءً على توصيات اللجنة، تمت الموافقة على دستور يعيد إنشاء نظام متعدد الأحزاب، وتمت الموافقة عليه من قبل برلمان بأغلبية بلغت 60 ٪، ليصبح ساريًا في 1 أكتوبر 1991. وكان هناك شكّ كبير في أن الرئيس موموه لم يكن جادًا بشأن وعده بالإصلاح السياسي.
ولعبت الحرب الأهلية التي كانت تدور في ليبيريا المجاورة دورًا مهمًا في اندلاع القتال في سيراليون. ويُقال إن تشارلز تايلور - زعيم الجبهة الوطنية في ليبيريا - ساعد في تشكيل الجبهة المتحدة الثورية تحت قيادة فوداي سنكوح، وفي 29 أبريل 1992، شن مجموعة من الجنود الشباب في جيش سيراليون بقيادة سبعة من ضباط الجيش انقلابًا عسكريًا أرسل الرئيس موموه إلى المنفى في غينيا، وأنشأ الجنود الشباب المجلس الوطني الحاكم المؤقت، وأصبح فالنتين ستراسر ورئيسًا للحزب وللبلاد.
وعلّق المجلس العسكري الدستور على الفور، وحظر جميع الأحزاب السياسية، وحظر حرية التعبير وحرية الصحافة، وتم منح الجنود سلطات غير محدودة من الاعتقال الإداري دون تهمة أو محاكمة. وحافظ المجلس العسكري على العلاقات مع المجموعة الاقتصادية لدول غرب أفريقيا وعزز الدعم لقوات المجموع المتمركزة في سيراليون والتي تقاتل في ليبيريا. وفي 5 يوليو 1994، تم القبض على نائب زعيم المجلس، الرقيب سليمان موسى، الذي كان يتمتع بشعبية كبيرة بين عامة السكان، وخاصة في فريتاون، وتم إرساله إلى المنفى بعد اتهامه بالتخطيط لانقلاب للإطاحة بستراسر.
وأثبت حكومة المجلس العسكري أنها غير فعالة تقريبًا مثل حكومة موموه في صد الجبهة الثورية المتحدة. وبحلول عام 1994 سيطرت الجبهة على الكثير من المحافظة الشرقية الغنية بالماس وكانوا على أطراف فريتاون. ورداً على ذلك، استأجر المجلس عدة مئات من المرتزقة من شركة Executive Outcomes ‏. وفي غضون شهر، أعادوا مقاتلي الجبهة المتحدة الثورية إلى حدود سيراليون، وطردوا الجبهة من مناطق إنتاج الماس في سيراليون.
وفي 16 يناير 1996، بعد حوالي أربع سنوات في السلطة ألقي القبض على ستراسر في انقلاب في مقر الدفاع في فريتاون من قبل زملائه جنود المجلس. ثم نقل ستراس على الفور إلى المنفى بطائرة هليكوبتر عسكرية إلى كوناكري، غينيا. وفي أول بث عام له بعد الانقلاب، صرح العميد بيو بأن أسباب الإنقلاب هي إعادة سيراليون إلى الحكم المدني وإنهاء الحرب الأهلية. وتم الوفاء بوعود العودة إلى الحكم المدني من قبل بيو، الذي سلم السلطة لأحمد تيجان كبه، وبعد انتهاء الانتخابات في أوائل عام 1996. وتولى الرئيس كبه السلطة مع الوعد بإنهاء الحرب الأهلية. فتح الرئيس كبالحه وار مع الجبهة ودعا زعيم الجبهة المتحدة الثورية فوداي سنكوه لإجراء مفاوضات السلام.
وفي 25 مايو 1997، شن سبعة عشر جنديًا بقيادة العريف تامبا غبوري، الموالي للجنرال المعتقل جوني بول كوروما، انقلابًا عسكريًا أرسل الرئيس كبه إلى المنفى في غينيا وأنشأوا المجلس الثوري للقوات المسلحة. وذهب العريف غبوري بسرعة إلى مقر خدمات البث في سيراليون للإعلان عن الانقلاب. وأطلق الجنود على الفور سراح كوروما من السجن وعينوه رئيسا للمجلسورئيسا للدولة.
وعلق كوروما الدستور، وحظر المظاهرات، وأغلق جميع المحطات الإذاعية الخاصة في البلاد، ودعا الجبهة المتحدة الثورية للانضمام إلى حكومة المجلس العسكري الجديد، مع زعيمها فوداي سنكوه كنائب لرئيس المجلس العسكري الجديد لحكومة المجلس العسكري والجبهة المتحدة الثورية.

### حكومة كبه ونهاية الحرب الأهلية (2002-2014)
بعد تسعة أشهر في المنصب، أطيح بالمجلس العسكري من قبل قوات مجموعة المراقبة التابعة للجماعة الاقتصادية لدول غرب إفريقيا بقيادة نيجيريا، وأعيدت حكومة الرئيس كبه في فبراير 1998. وفي 19 أكتوبر 1998، تم إعدام 24 جنديًا في جيش سيراليون رمياً بالرصاص حيث أدينوا في محاكمة عسكرية في فريتاون، بعضهم بتهمة تنظيم انقلاب عام 1997 الذي أطاح بالرئيس كبه وآخرون لفشلهم في عكس مسار التمرد.
وفي أكتوبر 199، وافقت الأمم المتحدة على إرسال قوات حفظ السلام للمساعدة في استعادة النظام ونزع سلاح المتمردين. وبدأ وصول أول قوة من 6000 فرد في ديسمبر، وصوت مجلس الأمن التابع للأمم المتحدة في فبراير 2000 لزيادة القوة إلى 11000، وبعد ذلك إلى 13000. وبين عامي 1991 و 2001، قُتل حوالي 50 ألف شخص في الحرب الأهلية في سيراليون. واضطر مئات الآلاف من الناس إلى مغادرة منازلهم. وفي عام 2001، تحركت قوات الأمم المتحدة في المناطق التي يسيطر عليها المتمردون وبدأت في نزع سلاح جنود المتمردين. وبحلول يناير 2002، تم إعلان انتهاء الحرب.
وفي مايو 2002، أعيد انتخاب كبه رئيسًا بأغلبية ساحقة. وبحلول عام 2004، كانت عملية نزع السلاح قد اكتملت. وفي عام 2004، بدأت محكمة جرائم الحرب المدعومة من الأمم المتحدة في إجراء محاكمات لكبار القادة من كلا جانبي الحرب. وفي ديسمبر 2005، انسحبت قوات حفظ السلام التابعة للأمم المتحدة من سيراليون.
وفي أغسطس 2007، عقدت سيراليون انتخابات رئاسية وبرلمانية. ومع ذلك، لم يفز أي مرشح رئاسي بأغلبية 50٪. ثم أجريت انتخابات الإعادة في سبتمبر 2007، وانتخب إرنست كوروما، مرشح حزب المعارضة رئيسًا. ثم أعيد انتخاب كوروما رئيسًا لولاية ثانية (ونهائية) في نوفمبر 2012.

### النضال مع وباء الإيبولا (2014-2016)
في عام 2014، انتشر وباء الإيبولا في سيراليون، وكان له تأثير واسع النطاق على البلاد، بما في ذلك إجبار سيراليون على إعلان حالة الطوارئ. وبحلول نهاية عام 2014 كان هناك ما يقرب من 3000 حالة وفاة وحوالي 10 آلاف حالة إصابة بالمرض في سيراليون. أدى الوباء أيضًا إلى حجر صحي على مستوى البلاد لمدة ثلاثة أيام. وفي أوائل أغسطس 2014، ألغت سيراليون مباريات الدوري لكرة القدم بسبب الإيبولا. وفي 16 مارس 2016، أعلنت منظمة الصحة العالمية أن سيراليون خالية من الإيبولا.

## الجغرافيا

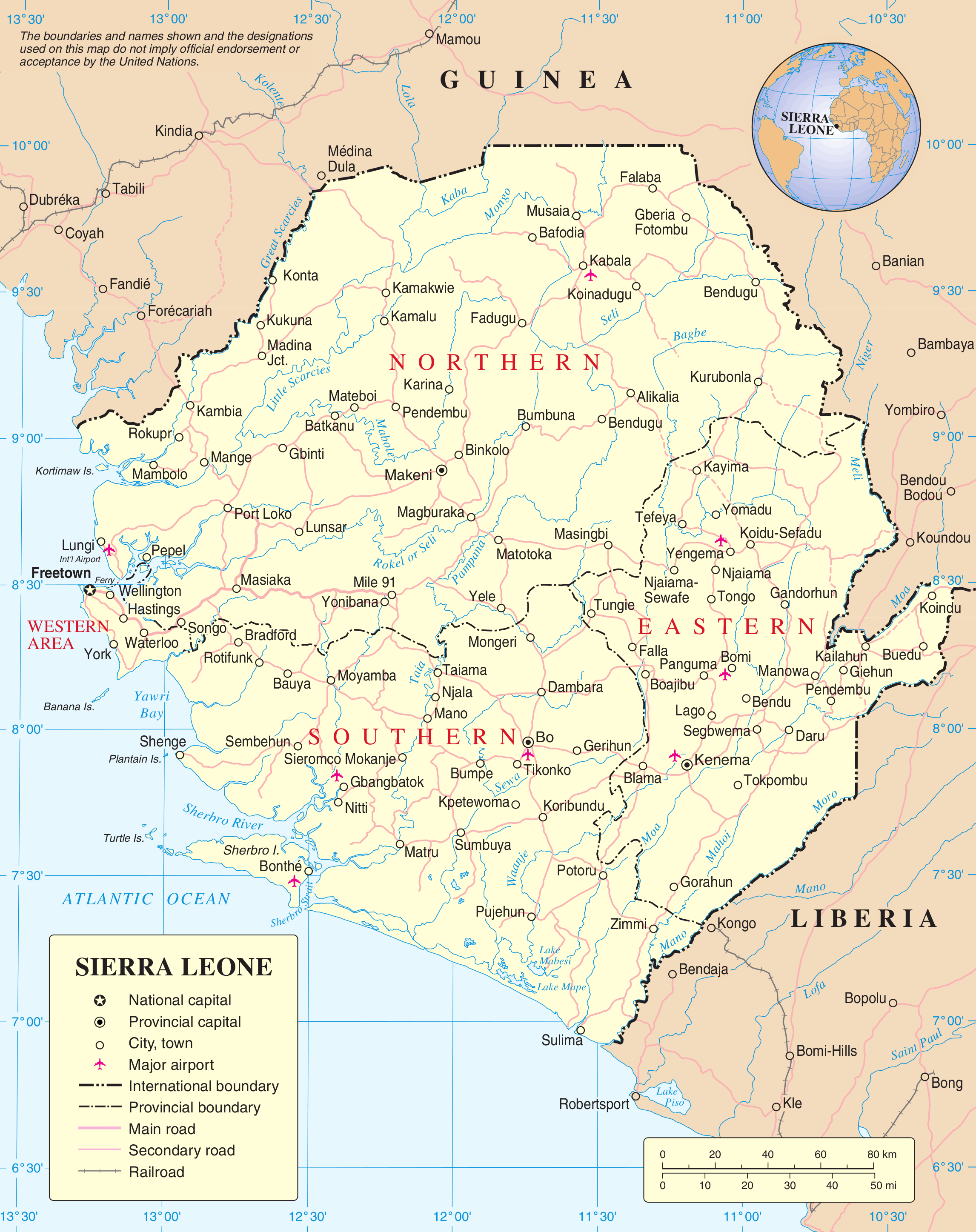
خريطة سيراليون

خريطة سيراليون حسب تصنيف كوبن للمناخ

تقع سيراليون على الساحل الجنوبي الغربي لغرب أفريقيا، وتقع بين خطي عرض 7 درجات و 10 درجات شمالًا وخطي طول 10 و 14 درجة غربًا. تحدها غينيا من الشمال والشرق وليبيريا من الجنوب الشرقي والمحيط الأطلسي من الغرب والجنوب الغربي. وتبلغ مساحتها إجمالية 71,740 كيلومتر مربع (27,700 ميل2)، وتنقسم إلى أرض مساحتها 71,620 كيلومتر مربع (27,650 ميل2) ومياه تبلغ 120 كيلومتر مربع (46 ميل2).
ويوجد في البلاد أربع مناطق جغرافية متميزة. ففي الشرق تتخلل الهضاب الجبال الشاهقة، حيث يرتفع جبل بنتوماني إلى 1,948 متر (6,391 قدم)، ويعد أعلى نقطة في البلاد. وفي الوسط منطقة السهول المنخفضة، التي تحتوي على الغابات والأدغال والأراضي الزراعية، وتحتل حوالي 43% من مساحة الأراضي في سيراليون. وتم تصنيف الجزء الشمالي من هذه المنطقة من قبل الصندوق العالمي للطبيعة كجزء من المنطقة البيئية الفسيفسائية للغابات والسافانا في غينيا، في حين أن الجنوب عبارة عن سهول وغابات مطيرة وأراضي زراعية.
وفي الغرب، تمتلك سيراليون حوالي 400 كيلومتر (250 ميل) من ساحل المحيط الأطلسي، مما يمنحها موارد بحرية وفيرة وإمكانات سياحية جذابة. ويحتوي الساحل على جزء من غابات المانغروف الغينية [الإنجليزية]. وتقع العاصمة الوطنية فريتاون على شبه جزيرة ساحلية بجوار ميناء سيراليون.
تتمتع سيراليون بالمناخ استوائي، مع موسم الأمطار يمد من مايو إلى نوفمبر، وموسم الجفاف من ديسمبر إلى مايو. وتتراوح من حوالي 26 إلى 36 درجة مئوية (78.8 إلى 96.8 درجة فهرنهايت) خلال العام. وتنمو الغابات الاستوائية على مساحة واسعة في جنوب البلاد وتكسوها حشائش السافانا في الشمال.

### البيئة
سيراليون هي موطن لأربعة المناطق إيكولوجية: الغابات الجبلية الغينية [الإنجليزية]، غابات الأراضي المنخفضة الغينية الغربية [الإنجليزية]، فسيفساء غابات السافانا الغينية [الإنجليزية]، وغابات المانغروف الغينية [الإنجليزية]. ويساهم الاستخدام غير المستدام للأراضي الزراعية، وإزالة الغابات، وإزالة الغطاء النباتي، واستهلاك الوقود، وبدرجة أقل الرعي الجائر والتحضر في تدهور التربة.
وتعتبر إزالة الغابات، سواء للتجارية أو لإفساح المجال للزراعة، مصدر قلق رئيسي وتمثل خسارة هائلة في الثروة الاقتصادية الطبيعية. وهناك مخاوف من استمرار قطع الأشجار بكثافة. حيث البلد في عام 2019 حسب مؤشر سلامة المناظر الطبيعية للغابات، متوسط درجة 2.76 / 10، مما جعلها تحتل المرتبة 154 على الصعيد العالمي من 172 دولة.

## السياسة
سيراليون هي جمهورية دستورية برئيس منتخب بشكل مباشر ومجلس تشريعي واحد. ويستند النظام الحالي لحكومة سيراليون إلى دستور سيراليون لعام 1991. والرئيس هو أقوى مسؤول حكومي في سيراليون. الرئيس هو رئيس الدولة، ورئيس الحكومة والقائد العام للقوات المسلحة. ويقوم الرئيس بتعيين رئيس مجلس الوزراء الذي يجب أن يوافق عليه البرلمان. ويتم انتخاب الرئيس عن طريق التصويت الشعبي لمدة أقصاها فترتان مدتهما خمس سنوات. ولكي يتم انتخابه رئيسًا لسيراليون، يجب أن يحصل المرشح على 55% على الأقل من الأصوات. وإذا لم يحصل أي مرشح على 55٪، فستجرى جولة ثانية بين المرشحين الأولين.
الرئيس الحالي لسيراليون هو زعيم المجلس العسكري السابق جوليوس مادا بيو. بجانب الرئيس يوجد نائب الرئيس، وهو ثاني أعلى مسؤول حكومي في حكومة سيراليون. ووفقًا لما ينص عليه دستور سيراليون، يصبح نائب الرئيس رئيسًا لسيراليون عند وفاة الرئيس أو استقالته أو إقالته.

### البرلمان
يتكون برلمان سيراليون من غرفة واحدة، ويضم 124 مقعدًا. ويتم تمثيل كل دائرة من المقاطعات الأربع عشرة في البلاد في البرلمان. ويتم انتخاب 112 عضوًا بالتزامن مع الانتخابات الرئاسية؛ أما المقاعد الـ 12 الأخرى فيشغلها رؤساء القبائل من كل منطقة إدارية في البلاد. ويتم انتخاب رئيس البرلمان مباشرة من قبل أعضاء البرلمان الحاليين. والرئيس الحالي لبرلمان سيراليون هو شيكو بادارا باشيرو دومبويا، الذي انتخب من قبل أعضاء البرلمان في 21 يناير 2014.
وتم انتخاب الأعضاء الحاليين في برلمان سيراليون في الانتخابات البرلمانية لسيراليون لعام 2012. وحصل مؤتمر عموم الشعب حاليًا 70 مقعدًا من أصل 112 مقعدًا، ويشغل حزب شعب سيراليون 42 مقعدًا من أصل 132 مقعدًا برلمانيًا منتخبًا. وليكون العضو مؤهلاً كعضو في البرلمان، يجب أن يكون الشخص مواطنًا من سيراليون، ويجب ألا يقل عمره عن 21 عامًا، ويجب أن يكون قادرًا على التحدث باللغة الإنجليزية وقراءتها وكتابتها بدرجة من الكفاءة لتمكينه من المشاركة بنشاط في الإجراءات في البرلمان؛ ويجب ألا يكون لديه أي إدانة جنائية.
ومنذ الاستقلال في عام 1961، هيمن على السياسة في سيراليون حزبان سياسيان رئيسيان: الحزب الشعبي لسيراليون وحزب المؤتمر الشعبي العام.

### التقسيم الإداري

خريطة محافظات سيراليون الأربع والمنطقة الواحدة

تتكون جمهورية سيراليون من ثلاث محافظات ومنطقة: المحافظة الشرقية، المحافظة الشمالية، المحافظة الجنوبية والمنطقة الغربية ومقسمة إلى 12 ضاحية؛ والمنطقة الغربية مقسمة إلى منطقتين.
وتنقسم المقاطعات الإقليمية إلى 149 مشيخة، والتي كان يقودها رؤساء القبائل، المعترف بهم من قبل الإدارة البريطانية في عام 1896. عدةً ما يتمتع الرؤساء بسلطة «رفع الضرائب، والسيطرة على النظام القضائي».
ولكل منطقة مجلس محلي ينتخب بشكل مباشر. وإجمالاً، هناك 19 مجلساً محلياً: 13 مجلس ضاحية، واحد لكل من 12 محافظة وواحد للمنطقة الغربية، وست بلديات لديها مجالس محلية منتخبة. وتشمل البلديات الستة فريتاون، وبو، بونتي، كينيما، كوادو وماكيني.

## الديموغرافيا

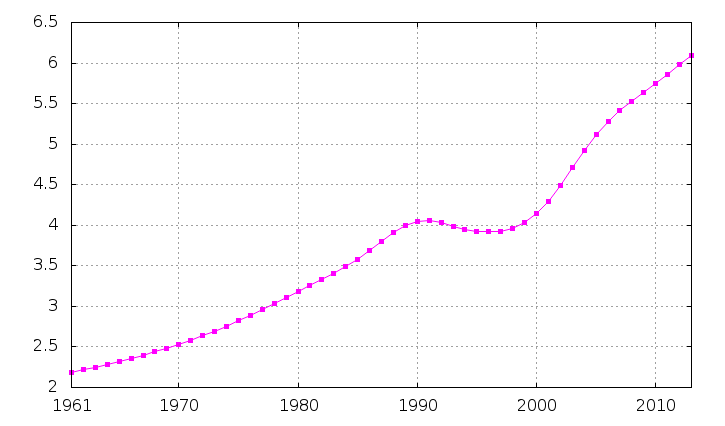
مجموع سكان سيراليون، من عام 1961 إلى عام 2013.

في عام 2013، كان عدد سكان سيراليون 6,190,280 وبيلغ معدل النمو 2.216% سنويًا. نتيجة للهجرة إلى المدن، أصبح السكان أكثر حضرية بمعدل نمو حضري يقدر بـ 2.9% سنويًا. واللغة الإنجليزية هي اللغة الرسمية، ويتم التحدث بها في المدارس والإدارة الحكومية ووسائل الإعلام. بينما الكريولية هي اللغة الأكثر انتشارًا في جميع أنحاء سيراليون تقريبًا حيث يتحدث بها 90% من سكان البلاد.

### الدين
| الدين في سيراليون (2020) | الدين في سيراليون (2020) | الدين في سيراليون (2020) | الدين في سيراليون (2020) | الدين في سيراليون (2020) |
| ------------------------ | ------------------------ | ------------------------ | ------------------------ | ------------------------ |
| الدين                    | الدين                    |                          | النسبة                   | النسبة                   |
| الإسلام                  | الإسلام                  |                          | 78.5%                    | 78.5%                    |
| المسيحية                 | المسيحية                 |                          | 20.4%                    | 20.4%                    |
| غير محدد                 | غير محدد                 |                          | 1.1%                     | 1.1%                     |

سيراليون دولة علمانية رسميًا. الإسلام والمسيحية هما الأديان الرئيسية في البلاد. ينص دستور سيراليون على حرية الدين ويحظر وضع دين للدولة. وتختلف الدراسات حول التركيبة الدينية لسيراليون، واستنادًا إلى تقديرات عام 2015 لسكان سيراليون، 77% من السكان مسلمون، 22% مسيحيون، و 1% يعتنقون الديانات الأفريقية التقليدية. ووفقًا لتقديرات عام 2010 من قبل مركز بيو للأبحاث، 78% من سكان سيراليون مسلمون (معظمهم من السنة)، 20.9 مسيحيون (معظمهم بروتستانت) و 1% ينتمون إلى الديانات الأفريقية التقليدية أو معتقدات أخرى. وقدر المجلس المشترك بين الأديان في سيراليون أن 77% من سكان سيراليون مسلمون، و21% مسيحيون، و 2% من أتباع الديانات الأفريقية التقليدية. معظم الجماعات العرقية سيراليون ذات أغلبية مسلمة، بما في ذلك أكبر مجموعتين في البلاد ومندي وتيمني.
وتعتبر سيراليون واحدة من أكثر الدول تسامحًا دينياً في العالم. حيث يعد العنف الديني نادر جدا في البلاد. حتى خلال الحرب الأهلية في سيراليون، لم يتم استهداف الناس بسبب دينهم. والبلد موطن لمجلس سيراليون المشترك بين الأديان، والذي يتألف من زعماء دينيين مسيحيين ومسلمين لتعزيز السلام والتسامح في جميع أنحاء البلاد. وتعتبر الأعياد الإسلامية مثل عيد الفطر وعيد الأضحى والمولد النبوي أعياد وطنية في سيراليون. وكذلك الأعياد المسيحية مثل عيد الميلاد، ويوم الصناديق، والجمعة العظيمة، وعيد القيامة. وفي السياسة يصوت الغالبية العظمى من سكان البلاد للمرشح دون اعتبار لكون المرشح مسلما أو مسيحيا. وجميع الرؤساء الذين تولوا هذا المنصب كانوا مسيحيين باستثناء أحمد تيجان كبه الذي كان مسلما.
والغالبية العظمى من مسلمي سيراليون من السنة. ويوجد في سيراليون أيضا عدد كبير من متبعي الأحمدية حيث يشكلون حوالي 10% من السكان المسلمين في البلاد خاصة في مدينة بو. وتقريبا لا يوجد أي شيعة في البلاد. والغالبية العظمى من مسلمي سيراليون السنة يتبعون المذهب المالكي.
والمجلس الإسلامي الأعلى في سيراليون، هو أعلى منظمة دينية إسلامية في سيراليون ويتكون من الأئمة والعلماء من جميع أنحاء البلاد. والرئيس الحالي للمجلس هو محمد طه جلوه. وأكبر مسجدين هما مسجد فريتاون المركزي ومسجد القذافي الوسطى (بناها الزعيم الليبي السابق معمر القذافي) وكلاهما يقع في العاصمة فريتاون.
الغالبية العظمى من مسيحي سيراليون هم من البروتستانت، وأكبر مجموعة بروتستانية هي الميثودية. والكاثوليك هم أكبر مجموعة في البلاد بعد البروتستانت، ويشكلون حوالي 8% من سكان سيراليون و 26% من المسيحيين في سيراليون. وتوجد مجموعة صغيرة من المسيحيين الأرثوذكس في العاصمة فريتاون.

### الجماعات العرقية

توزيع المجموعات العرقية الرئيسية في سيراليون

سيراليون هي موطن لنحو ستة عشر مجموعة عرقية، ولكل منها لغتها الخاصة. الأكبر والأكثر نفوذاً هي التيمني بحوالي 32.2% وميندي بحوالي 31.6٪. وينتشر التيمني في شمال سيراليون وبعض المناطق المحيطة بالعاصمة سيراليون. بينما ينتشر الميندي في جنوب شرق سيراليون (باستثناء منطقة كونو). والغالبية العظمى من التيمني مسلمون بنسبة تزيد عن 85٪؛ وأقلية مسيحية تبلغ حوالي 10٪. الميندي هم أيضًا أغلبية مسلمة بحوالي 70٪، مع وجود أقلية مسيحية تبلغ حوالي 30٪.
ثالث أكبر مجموعة عرقية هي الليمبا بحوالي 8.4% من السكان. الليمبا ذوي أغلبية مسيحية تبلغ 55% ويبلغ المسلمون 40٪. منذ الاستقلال، كان الليمبا مؤثرون في سياسة سيراليون، حيث كان رؤساء البلاد، سياكا ستيفنز وجوزيف سيدو موموه، من الليمبا. وأيضا وزير الدفاع السيراليوني السابق ألفريد باولو كونتيه.
ويعد الفولاني واحدة من أكبر مجموعات الأقليات العرقية التي تضم حوالي 3.8% من السكان. ويعيشون بشكل أساسي في المنطقة الشمالية الشرقية والغربية من سيراليون. جميع سكان الفولاني مسلمون بنسبة تزيد عن 99٪. الفولاني هم في الأساس تجار. المجموعات العرقية الأخرى هي الماندينغ وينتشرون في الغالب في الجزء الشرقي والشمالي من البلاد. ومثل الفولاني، فإن جميع أفراد قبيلة الماندينكا مسلمون. وثالث رئيس سيراليون أحمد تيجان كبه، والنائب الأول لرئيس سيراليون، سوري إبراهيم كوروما، كلاهما من عرقية الماندينغو.

## الاقتصاد

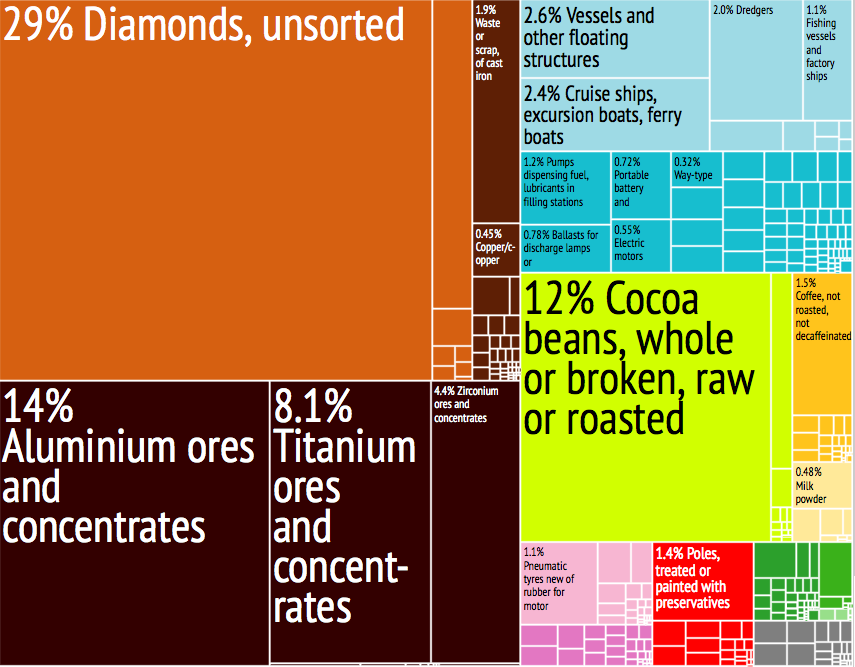
تمثيل نسبي لصادرات سيراليون

بحلول التسعينيات، كان النشاط الاقتصادي والبنية التحتية الاقتصادية في حالة انهيار شديد. وعلى مدى العقد التالي، تم تدمير جزء كبير من الاقتصاد في الحرب الأهلية. ومنذ انتهاء الحرب في يناير 2002، ساعدت عمليات ضخ المساعدات الخارجية على استعادت النشاط الاقتصادي. وترتفع معدلات البطالة في البلاد، لا سيما بين الشباب والمقاتلين السابقين. وكانت السلطات بطيئة في تنفيذ الإصلاحات. ويعتبر الليون العملة الرسمية.

### الزراعة
يشارك ثلثا سكان سيراليون في زراعة الكفاف. وفي عام 2007 شكلت الزراعة 58 في المائة من الناتج المحلي الإجمالي. ويعمل بها 80 في المائة من السكان، والأرز هو المحصول الرئيسي في سيراليون حيث يزرعه 85% من المزارعين.

### التعدين
يعتمد اقتصاد سيراليون، على التعدين، وخاصة الماس، والبلد من بين الدول العشر الأولى المنتجة للألماس. وتشتهر سيراليون بالألماس الدموي الذي تم استخراجه وبيعه خلال الحرب الأهلية، لشراء الأسلحة. وفي السبعينيات وأوائل الثمانينيات، تباطأ معدل النمو الاقتصادي بسبب تراجع قطاع التعدين وزيادة الفساد بين المسؤولين الحكوميين.
ويتراوح الإنتاج السنوي من الألماس في سيراليون بين 250 مليون دولار أمريكي إلى 300 مليون دولار أمريكي. وتحسنت الصادرات بشكل كبير منذ الحرب الأهلية، وحققت الجهود المبذولة لتحسين الاقتصاد بعض النجاح. وتمتلك سيراليون واحدة من أكبر رواسب الروتيل في العالم.

### الطاقة

#### نظرة عامة
اعتبارًا من عام 2016، حصل حوالي 12% من سكان سيراليون على الكهرباء. ومن 12٪، كان 10% في العاصمة فريتاون، و 2% للـ 90% المتبقية من البلاد. يعتمد غالبية السكان على الحطب والفحم، ونتيجة لذلك، كان تسويق حطب الوقود والفحم نقطة خلاف مع الوكالات الحكومية مثل وزارة الطاقة والموارد المائية وقسم الغابات. وتم الإبلاغ عن أن حرق هذه المصادر له آثار صحية ضارة على النساء والأطفال. لقد أثار استخدام الفحم والحطب مخاوف بيئية حيث يتعارض كلاهما مع الدفع نحو مصادر طاقة أكثر استدامة.

#### الطاقة الشمسية
بالاشتراك مع وزارة التنمية الدولية بالمملكة المتحدة، حددت سيراليون هدفًا لتوفير الطاقة الشمسية لجميع مواطنيها بحلول عام 2025. وتم تقسيم هذا الهدف الشامل إلى أهداف أصغر. وأولها هو توفير الطاقة الشمسية لما لا يقل عن 50,000 منزل في عام 2016، والثاني هو 250,000 منزل بحلول عام 2017، وأخيرًا توفير الطاقة لمليون شخص بحلول عام 2020. وقبل هذه الاتفاقية، كان القطاع الخاص للطاقة الشمسية في سيراليون ضعيفًا، حيث كان يوفر الطاقة لأقل من 5% من السكان.

#### الطاقة الكهرومائية
اعتبارًا من عام 2012، كان يوجد في سيراليون 3 محطات رئيسية لتوليد الطاقة الكهرومائية. الأول هو مصنع جوما الذي توقف عن العمل في عام 1982، والثاني هو مصنع دودو الذي يقع في المحافظة الشرقية، وأخيراً مصنع بومبونا. هناك أيضًا إمكانية لافتتاح العديد من محطات الطاقة الكهرومائية الجديدة على أنهار سيوا، وبامبانا، وسيلي، وموا، وليتل سكارسيس. من بين كل هذه المشاريع، لا يزال سد بومبونا هو الأكبر من بين مشاريع الطاقة الكهرومائية في سيراليون. وكانت هناك خطط لزيادة قدرته إلى 400 ميغاوات بحلول عام 2017 والتي ستكلف حوالي 750 مليون دولار. وكان من المتوقع أن يؤدي سد بومبونا إلى تقليل حجم الإنفاق على الوقود الأجنبي وتوفير ما لا يقل عن مليوني دولار شهريًا على البلاد. في الماضي تلقى هذا المشروع تمويله بأكثر من 200 مليون دولار من مزيج من البنك الدولي، وبنك التنمية الأفريقي، والشركة الإيطالية وي بيلد.

## التعليم

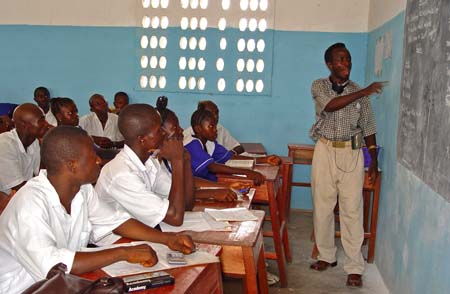
فصل في مدرسة ثانوية في بنديمبو، مقاطعة كايلاهون

التعليم في سيراليون مطلوب قانونًا لجميع الأطفال لمدة ست سنوات في المرحلة الابتدائية وثلاث سنوات في التعليم الإعدادي، ولكن النقص في المدارس والمدرسين جعل التنفيذ مستحيلًا. وثلثا السكان البالغين في البلاد أميون.
وفي الحرب الأهلية في سيراليون أسفرت عن تدمير 1270 مدرسة ابتدائية، وفي عام 2001، كانت 67% من جميع الأطفال في سن الدراسة خارج المدرسة. وتحسن الوضع بشكل كبير منذ ذلك الحين مع تضاعف الالتحاق بالمدارس الابتدائية بين عامي 2001 و 2005 وإعادة بناء العديد من المدارس منذ نهاية الحرب.
ويوجد في البلاد ثلاث جامعات هي: كلية فوره باي، التي تأسست عام 1827 (أقدم جامعة في غرب إفريقيا)، جامعة ماكيني وجامعة نجالا.